# Hoplogrammicosum cinnamomeum
Hoplogrammicosum cinnamomeum là một loài bọ cánh cứng trong họ Cerambycidae.